# Nozomi-Brücke (Gifu)
Die Nozomi-Brücke (japanisch のぞみ橋 Nozomi-bashi) führt die alte Präfekturstraße 358 von Gifu auf der japanischen Hauptinsel Honshū über die Schlucht des Flusses Kiso. Sie steht 290 m unterhalb der Maruyama-Talsperre und unmittelbar neben der Kowasawa-Brücke, einer 1979 erbauten und inzwischen für den Kfz-Verkehr gesperrten Hängebrücke. 200 m flussabwärts steht die Maruyamao-Brücke, eine moderne, zweispurige Spannbetonbrücke im Zuge der neuen Präfekturstraße 358. Die Brücke verbindet die Stadt Yaotsu im Kreis Kamo mit der Stadt Mitake, die seit 2005 als letzte verbliebene Gemeinde deckungsgleich mit dem Kreis Kani ist.
Die Nozomi-Brücke wurde 2003 als private Baustraßenbrücke mit einer 4 m breiten Fahrbahn für den Bau der Maruayama-Talsperre eröffnet, da die benachbarte Hängebrücke mit ihrer Gewichtsbeschränkung auf 6 to für den Baustellenverkehr nicht ausreichte. Sie sollte ursprünglich nach der Fertigstellung der Talsperre wieder abgebaut werden.
Sie ist eine der wenigen Spannbandbrücken mit aufgeständertem und horizontalem Fahrbahnträger, die daher für den Straßenverkehr geeignet sind.
Sie gehört mit einer Länge von 91,6 m und Breite von 5,2 m zu den größeren dieser Art von Brücken. Sie hat eine Spannweite von 90 m. Ihre beiden parallelen Spannbänder bestehen aus je vier Tragkabeln, die in den Widerlagern verankert sind, die wiederum mit langen Felsankern in den Felshängen der Schlucht rückverankert sind. Ähnlich wie bei einer Hängebrücke übernehmen die Spannbänder allein die tragende Funktion. Ihr Durchhang von 5,85 m ist mit 1/15 der Spannweite nur geringfügig kleiner als bei Hängebrücken üblich. Auf den Spannbändern ist eine 25 cm dicke Betonplatte aus Fertigteilen befestigt, die nach dem Einbau vorgespannt wurden. Die Betonplatte dient der Stabilisierung und der örtlichen Lastverteilung. Zur Aufständerung wurden schräg gestellte Stahlrohre verwendet. Der Fahrbahnträger besteht aus einer 1,18 m starken Betonplatte auf vorgespannten Fertigteilen.
Zum Bau wurden zunächst die Tragkabel über die Schlucht gezogen und die Betonplatte eingebracht. Auf ihr wurden die Stahlrohrstützen aufgestellt, auf denen dann der Fahrbahnträger eingebaut wurde.
Die Brücke wurde mit dem Tanaka-Preis der Japan Society of Civil Engineers (doboku gakkai) ausgezeichnet.